# ポール・オースター
ポール・オースター（Paul Auster、1947年2月3日 - 2024年4月30日）は、アメリカの小説家、詩人。1980年代に「ニューヨーク三部作」と呼ばれる作品を発表して国内外で評価を受け、アメリカ現代文学の代表格として知られた。

## 略歴
オースターはニュージャージー州ニューアークで、中流階級のポーランド系ユダヤ人の両親の元で生まれ、ニュージャージー州サウスオレンジにて育つ。父親は複数のビルを所有する地主。12歳の時に叔父から預かったダンボールいっぱいの本を読み耽り（このエピソードは『ムーン・パレス』の中に登場する）、以後、文学に興味を覚える。1970年に コロンビア大学大学院で文学を学び、修了後に石油タンカーの乗組員としてメキシコに移る。その後、過去に幾度か訪れていたフランスに移住し農園管理やフランス文学の翻訳等様々な仕事についたが、金銭を使い果たしたため1974年にアメリカに戻る。帰国後、大学時代から交際していたリディア・デイヴィスと結婚し、彼自身の詩、エッセイ、小説やフランス作家（マラルメやジョセフ・ジュベールなど）の翻訳を出版した。
彼の小説家としての第一作は、1976年のSqueeze Play と呼ばれる推理小説で、ポール・ベンジャミン（Paul Benjamin ベンジャミンは彼のミドルネーム）の筆名で出版された。この時期に、経済的な問題などから妻との関係が悪化し、最終的に離婚に至る。またこの頃には、様々な作家や詩人、芸術家についての批評的エッセイを書いたり、20世紀のフランス詩の選集の編集を行うなどの活動も行っていた。オースターが書いた批評的エッセイには、カフカやベケットといった彼が多大な影響を受けた作家や、ツェランやジャベス、アッシュベリー（“アシュベリー”とも）といった感銘を受けた書き手についての文が含まれ、それらはのちに（オースターへのインタビューなどと共に）『空腹の技法』に収められた。
1979年に父が死去し、遺産が手に入ったことにより創作活動に専念できるようになる。1982年にオースター名義での処女作『孤独の発明』を発表。この作品は父の死を契機として父とのこと、そして自身のことを述べた自伝的作品になっている。またこの頃にシリ・ハストヴェットと出会い、1981年結婚する。
1985年から1986年にかけて発表した『ガラスの街』、『幽霊たち』、『鍵のかかった部屋』といったニューヨークを舞台にした一連の作品をまとめた「ニューヨーク三部作」(1987年)で大きく評価される。
これらの作品は、謎とそれを解く手がかりとで構成された従来の推理小説とは違い、アイデンティティに関わる疑問を書き記すために、ポストモダン的な特徴を持つ彼独特の形式が用いられている。
アイデンティティや生きる意味を探すことは、その後の作品を通じて重要なテーマとなっている。1989年の『ムーン・パレス』はアメリカのフロンティア消滅後にあえてフロンティアを描きつつ、主人公の父親探しの物語を展開している。1990年の『偶然の音楽』、アメリカ中の自由の女神像を爆破する男と小説家の関係を描く1992年の『リヴァイアサン』への系譜は、ポストモダンな作風から純文学への変化を示しつつ、アイデンティティの問いが継続されている。空中に浮く能力を持つ少年を描いた1994年の『ミスター・ヴァーティゴ』、犬の視点で物語る1999年の『ティンプクトゥ』でも個の省察が重要である。
21世紀に入ると、『幻影の書』（2002）や『闇の中の男』（2008）など、老人を主人公とした小説を発表している。時間、記憶、生死といった問題が扱われている。また、『サンセットパーク』では差し押さえられた家の中の物を撤去する仕事をしながら、捨てられた物の写真を撮り続ける男が主人公である。同作では小説の新たな方向性が模索されている。
オースターは映画という手法にも興味を持っていたが、1990年にニューヨーク・タイムズに掲載された「オーギー・レンのクリスマス・ストーリー」を読んだ映画監督ウェイン・ワンがオースターに連絡を取り、作品の映画化の話が進んだ。オースターはワンと親交を深め、1995年の映画「スモーク」の脚本を書き下ろし、ハーヴェイ・カイテルやフォレスト・ウィテカーなどのキャストの選定も行った。
1995年に「スモーク」を撮り終えた頃、余ったフィルムでなにかできないかと考えて撮られたのが映画「ブルー・イン・ザ・フェイス」である。即興で作られたため6日間で撮り終えられたこの作品には、「スモーク」に出演したハーヴェイはもとより数多くの俳優が集まり、その中にはルー・リード、マイケル・J・フォックス、マドンナなどがいた。オースターはこの作品の脚本執筆及び副監督を務めている。
1998年、自身初の監督作品「ルル・オン・ザ・ブリッジ」を発表。元々はヴィム・ヴェンダースに監督を依頼していたがヴェンダースの都合により自身が監督を務めることとなり、再びハーヴェイ・カイテルとミラ・ソルヴィノ（ブルー・イン・ザ・フェイスにて共演）をキャスティングした。
晩年まで妻シリ・ハストヴェットと2人の子供と共にブルックリンに住んで創作活動を続けた。
2024年4月30日の夜、ニューヨーク市ブルックリンの自宅で肺癌の合併症により死去。77歳没。

## 家族
- 祖父・ハリー・オースター（1882-1919） ‐ オーストリア出身（ウクライナ生まれ）の大工。浮気がもとで妻アンナに撃たれ37歳で死去。アンナは陪審員裁判で無罪を得、5人の子を育てながら不動産業で成功。[5][6][7]
- 父・サミュエル・オースター（1911-1979） ‐ 地主。ハリーとアナの末子。ポールが高校生のときに離婚し、ポールは母方で暮らした。[5]
- 義叔父・アレン・マンデルボーム（en:Allen Mandelbaum） ‐ 大学教授、翻訳家。母の妹の夫。
- 先妻・リディア・デイヴィス ‐ 作家
  - 息子・ダニエル・オースター（1977-2022） ‐ DJ、写真家。44歳没。2021年に生後10か月の実娘を急性薬物中毒で死なせ、過失致死罪で投獄、2022年に釈放された直後に薬物の過剰摂取により地下鉄内で死去。[8]
- 後妻・シリ・ハストヴェット ‐  作家
  - 娘・ソフィー・オースター ‐ 歌手

## 評価
映画、小説共に彼の作品はニューヨーク、特にブルックリンを土台にしている。彼の作品が日本で比較的受容されている理由としては、オースターの表現がアメリカの雰囲気を感じさせ、扱われている土地が日本人になじみの多い場所が多いことも一因だろう。1993年、『リヴァイアサン』によってフランス・メディシス賞の外国小説部門賞を受賞した。また、2017年の『4 3 2 1』は同年のブッカー賞の最終候補作となった。

## 主な作品

### 小説
- 孤独の発明 (The Invention of Solitude 1982)
- ニューヨーク三部作 (The New York Trilogy 1987)
  - シティ・オブ・グラス/ガラスの街 (City of Glass 1985)
    - 柴田元幸訳 新潮社 2009

  - 幽霊たち (Ghosts 1986)
  - 鍵のかかった部屋 (The Locked Room 1986)
- 最後の物たちの国で (In The Country of Last Things 1987)
  - 柴田元幸訳　白水社、1994　のち白水Uブックス
- ムーン・パレス (Moon Palace 1989)
- 偶然の音楽 (The Music of Chance 1990)
- リヴァイアサン (Leviathan 1992)
- オーギー・レンのクリスマスストーリー (Auggie Wren's Christmas Story 1992)

村上春樹・柴田元幸共著の『翻訳夜話』に両者の翻訳による「オーギー・レンのクリスマス・ストーリー」とその原文が収録されている。
また、柴田元幸訳の『スモーク＆ブルー・イン・ザ・フェイス』、『柴田元幸ハイブ・リット』にも収録。
- ミスター・ヴァーティゴ (Mr. Vertigo 1994)　NHK-FM「青春アドベンチャー」で、2002年5月～6月(再放送も含む)に「ザ・ワンダーボーイ」の題でラジオドラマとして放送された[9]。
- ティンブクトゥ (Timbuktu 1999)
  - 柴田元幸訳 新潮社 2006　のち文庫
- 幻影の書 (The Book of Illusions 2002)
  - 柴田元幸訳 新潮社 2008　のち文庫
- オラクル・ナイト（The Oracle Night 2003）
  - 柴田元幸訳 新潮社 2010　のち文庫
- ブルックリン・フォリーズ（The Brooklyn Follies 2005） 
  - 柴田元幸訳 新潮社 2012　のち文庫
- 写字室の旅 (Travels in the Scriptorium 2007)
  - 柴田元幸訳 新潮社 2014、『写字室の旅／闇の中の男』新潮文庫 2022
- 闇の中の男 (Man in the Dark 2008)
  - 柴田元幸訳 新潮社 2014　のち同上
- インヴィジブル（Invisible 2009）
  - 柴田元幸訳 新潮社 2018
- サンセット・パーク (Sunset Park 2010)
  - 柴田元幸訳 新潮社 2020
- Day/Night 2013
- 4 3 2 1 2017
  - 柴田元幸訳 新潮社 2024
- Baumgartner 2023

### 詩集
- 消失 ポール・オースター詩集 (Disappearances: Selected Poems 1988)
  - 飯野友幸訳 思潮社 1992
- Ground Work 1990
- 『壁の文字 ポール・オースター全詩集』飯野友幸訳 TOブックス 2005

### 映画
- ミュージック・オブ・チャンス (The Music of Chance 1993)
- スモーク (Smoke 1995)
- ブルー・イン・ザ・フェイス (Blue in the Face 1995)
- ルル・オン・ザ・ブリッジ (Lulu on the Bridge 1998)

### エッセイ・自叙伝
- 空腹の技法 (The Art of Hunger 1992)
  - 柴田元幸・畔柳和代訳 新潮社 2000 のち文庫
- The Red Notebook 1995
- Hand to Mouth 1997
- トゥルー・ストーリーズ (2004)

オースター本人の要望にそった、日本での独自編集によるエッセイ集。
The Red Notebook やHand to Mouth からのエッセイ、ニューヨーク・タイムズなどに掲載された文章等を収録した。
- 柴田元幸訳 新潮社 2004　のち文庫

- 冬の日誌（Winter Journal 2012）
  - 柴田元幸訳 新潮社 2017、『冬の日誌／内面からの報告書』新潮文庫 2024
- ヒア・アンド・ナウ　往復書簡2008-2011 (Here and Now: Letters, 2008-2011 2013)

J・M・クッツェーとの共著。オースターとクッツェーとの間でなされた往復書簡をまとめたもの。
- くぼたのぞみ、山崎暁子訳 岩波書店 2014

- 内面からの報告書（Report from the Interior 2013）
  - 柴田元幸訳 新潮社 2017、『冬の日誌／内面からの報告書』新潮文庫 2024

### 編集
- ナショナル・ストーリー・プロジェクト (True Tales of American Life 2001)

原書ははじめI Thought My Father was God, and Other True Tales from NPR's National History Project のタイトルで出版された。
その他
- わがタイプライターの物語 (The Story of My Typewiter 2002)

### 映画化作品
- ミュージック・オブ・チャンス (1993)

『偶然の音楽』を映画化。オースターも本人役で顔を出している。
- 赤い部屋の恋人(2001)

『スモーク』のウェイン・ワンとふたたびタッグを組んだ官能サスペンス。オースターは原案を手がける。

## 作家・作品論
- 『ポール・オースター　現代作家ガイド』 彩流社、1996年、増補版1999年、増訂版2013年

飯野友幸編、栩木玲子・秋元孝文・柴田元幸・上田麻由子共著
- 『ユリイカ 詩と批評―特集=ポール・オースター』1999年1月号、青土社
- 『ユリイカ 詩と批評：特集=ポール・オースター 1947-2024』2024年8月号、青土社（追悼出版）